# The Beast of Yucca Flats
Pour plus de détails, voir Fiche technique et Distribution.
The Beast of Yucca Flats est un film d'horreur américain de série B réalisé en 1961 par Coleman Francis.
Il est considéré comme l'un des plus mauvais films de l'histoire du cinéma, à l'instar du film culte Plan 9 from Outer Space. En 2015, il figure dans la liste des 100 plus mauvais films de l'histoire du cinéma de l'IMDb.

## Synopsis
En pleine guerre froide, un scientifique russe passé à l'Ouest avec des informations confidentielles sur les projets spatiaux soviétiques est pris en chasse par des tueurs du KGB. Il parvient à leur échapper mais sa fuite l'amène sur un terrain d'expérimentation atomique. Irradié par l'explosion d'une bombe, il se transforme en une bête sanguinaire...

## Fiche technique
- Titre original : The Beast of Yucca Flats
- Réalisateur : Coleman Francis
- Scénario : Coleman Francis
- Production : Coleman Francis et Anthony Cardoza
- Musique : Gene Kauer, Irwin Nafshun et Al Remington
- Image : John Cagle et Lee Strosnider
- Montage : Coleman Francis, Austin McKinney, Lee Strosnider
- Date de sortie : 2 mai 1961
- Durée : 54 minutes

## Distribution
- Douglas Mellor : Hank Radcliffe
- Barbara Francis : Lois Radcliffe
- Bing Stafford : Jim Archer
- Larry Aten : Joe Dobson

Capture d'image de la scène de meurtre introductive du film avec Lanell Cado.

- Linda Bielema : La femme en vacances
- Ronald Francis : Randy Radcliffe
- Alan Francis : Art Radcliffe
- Anthony Cardoza : Le conducteur du KGB
- Bob Labansat : L'agent du FBI
- Jim Oliphant : Le mari en vacances
- John Morrison : Le passager du KGB
- George Prince : L'homme qui signale le meurtre
- Tor Johnson : Joseph Javorsky / La Bête
- Lanell Cado : La femme étranglée dans la scène d'ouverture
- Coleman Francis : Le narrateur / L'employé de la station-service / L'homme achetant le journal
- Marcia Knight : L'épouse de Jim

## Autour du film
- Ce film pourrait être l'exemple type du nanar : un budget dérisoire, des acteurs au rabais, un scénario confus bien que simpliste, des dialogues sans saveur, une narration pompeuse, sans oublier un nombre incroyable d'invraisemblances (voir ci-dessous) qui font passer ce film de la catégorie « franchement médiocre » à la catégorie « Nanar ».
- Le film est intégralement doublé, tous les sons et les dialogues ayant été ajoutés durant le montage. Afin de masquer ce doublage, les acteurs prononçant une réplique n'apparaissent jamais directement à l'écran, on voit leur interlocuteur, ou bien ils sont masqués d'une façon ou d'une autre.
- Le narrateur accumule les références pompeuses au Progrès ou à la Justice pour commenter des scènes pourtant banales. Par exemple, lorsque Joe Dobson découvre le cadavre de l'homme sur la route, le narrateur nous assène un « Joe Dobson. Pris au piège dans les roues du Progrès. »
- Les rôles des deux enfants sont interprétés par les propres enfants du réalisateur, Ronald et Alan Francis.
- D'après le producteur Anthony Cardoza, la scène finale avec le lapin fut improvisée, celui-ci s'étant retrouvé par hasard dans le champ de la caméra.